# Boogiepop Dual
Boogiepop Dual (ブギーポップ・デュアル?, Bugīpoppu Dyuaru) è un manga seinen giapponese scritto da Kouhei Kadono e illustrato da Masayuki Takano, già autore di Blood Alone. In Giappone è stato serializzato mensilmente dalla MediaWorks nel Dengeki Daioh da novembre 1999 a ottobre 2000.
Successivamente la storia è stata raccolta in due tankōbon pubblicati il 30 aprile 2000 ed il 15 dicembre 2000. Negli Stati Uniti d'America la serie è curata dalla Seven Seas Entertainment.

## Trama
Quando una nuova studentessa appena trasferita viene rapita ed è sul punto di essere stuprata, Boogiepop irrompe nella scena in tempo per salvarla. Però il nuovo alter ego maschile di Boogiepop, Akimizuki Takaya, viene a trovarsi al centro di un'onda di crimini con legami che hanno a che fare con il possessore precedente del mantello da Boogiepop.

## Personaggi
Motoka Igarashi (五十嵐初佳?, Igarashi Motoka)
Un'insegnante ed una sostituta infermiera nel liceo. Sebbene un tempo fosse una Boogiepops, trascorre al momento una vita normale, durante la quale aiuta Akizuki.
Takaya Akizuki (秋月貴也?, Akizuki Takaya)
Uno studente delle superiori che scopre essere l'incarnazione di un Boogiepop.
Kano (加納?, Kanou)
Yuki Koga (古賀雪絵?, Koga Yukie)
Honjou (本上?, Honjou)
Yuka Kitamura (北村由佳?, Kitamura Yuka)